# Isomorfi
Isomorfi (græsk isos, lig, og morf, form) er et begreb indenfor matematik
som betegner ligheden mellem to objekter. Begrebet har forskellig betydning i forskellige grene af matematik. Generelt kan det anvendes, når to strukturer kan afbildes på hinanden, således at der for ethvert element i den ene struktur findes et modsvarende element i den anden. Ved "modsvarende" forstås her, at de to dele spiller samme rolle i de respektive strukturer. To strukturer kaldes isomorfe hvis der eksisterer en isomorfi mellem dem.
I lineær algebra er en lineær transformation mellem to vektorrum en isomorfi hvis og kun hvis transformationen er bijektiv.
I abstrakt algebra er en isomorfi en afbildning som er en bijektiv homomorfi. I kategoriteori betegner en isomorfi en morfi som har et inverselement.
Relationen isomorfi er en ækvivalensrelation.